# Yuri Boukoff
Yury Boukoff ou Youri, né à Sofia le 1er mai 1923 et mort le 7 janvier 2006 à Neuilly-sur-Seine, est un pianiste d'origine bulgare, naturalisé français en 1952.

## Biographie
Yury Boukoff est le fils de Georges Boukoff, officier de Marine royale et ingénieur bulgare, et de Maria Dimitrova, cantatrice d'origine russe. Sa mère l'initie au piano très tôt. Puis il travaille avec Brzoniowski et Andreï Stoyanov.
Il donne son premier concert en public à l'âge de 12 ans, et à 14 ans se produit avec la philharmonie de Bulgarie en présence de la reine Jeanne de Bulgarie.
Il reçoit en 1938 le premier prix de l’Académie de Sofia.
Ayant gagné deux bourses, l'une pour Paris et l'autre pour Moscou, il choisit Paris. Il quitte la Bulgarie pour la France en 1946.
Entré au Conservatoire national de musique et d'art dramatique à Paris dans la classe d'Yves Nat, il en sort au bout d'un an premier prix, premier nommé (1946). Il se perfectionne auprès d'Edwin Fischer, Marguerite Long, Pierre Kostanov, et Georges Enesco. Lauréat des grands concours internationaux (Genève, 1947 ; M. Long, 1949 ; Diémer, 1951 ; Reine Élisabeth, 1952), il commence une brillante carrière qui le conduira dans le monde entier et le fera surnommer le « Rubinstein de Bulgarie ». Il est le premier pianiste occidental, en 1956, à avoir effectué une tournée exceptionnelle de deux mois, en Chine.
Amoureux d'art et de beauté, il allait sur les sites archéologiques du globe, dès qu'il avait un peu de temps libre. Yury Boukoff, artiste et homme au grand cœur, donnait des concerts caritatifs au bénéfice d'œuvres de bienfaisance particulièrement en faveur de l'enfance. Il fit vivre pendant la guerre de Serbie vingt-deux enfants à sa charge durant près de trois ans en créant la Fondation de la Douklia[réf. nécessaire]. Il s'occupe aussi de la restauration de bâtiments historiques : le Dôme des Invalides, églises, chapelles, châteaux. Il n'a jamais compté son temps pour écouter et soutenir les jeunes et aider les personnes démunies.
Soliste des plus grands orchestres, il collabore avec des chefs illustres tels que : Cluytens, Knappersbusch, Kondrachine, Rowicki, Osawa, Iwaki, Prêtre, Argenta, Rojdestvenski, Karabtchevski, Mata, Eduardo Carvalho, etc.
Il a créé de nombreuses œuvres contemporaines de Menotti (enregistré avec Cluytens), André Hossein, et notamment le Concerto pour piano no 3 de Pierre Wissmer.
Son fils, Georges Boukoff, né en 1957 de son union avec Renata Di Legge alias Maria Dalba la grande danseuse étoile italienne, est dramaturge, comédien, pianiste et clarinettiste. Diplômé du Conservatoire national supérieur d'art dramatique, il a notamment été le directeur du "Festival des droits humains et des cultures du mondes" à l'Hay les Roses. 
En 1968, Yuri Boukoff épouse Évelyne Kahil, musicienne et romancière, auteur de L'odalisque des Sables, sorti en 1995 chez Plon. La petite fille de son épouse, Yana, née en 1977, est une cantatrice mezzo-soprano. Elle a joué, entre autres, avec les pianistes Daniel Wayenberg, Bruno Rigutto, Maciej Pikulski, David Bismuth et le guitariste classique Emmanuel Rossfelder. Elle chante en oratorio avec de nombreux orchestres et à l'opéras : Chostakovitch : Moscou le quartier des cerises, Jenůfa de Janáček.
Ses obsèques ont eu lieu le 12 janvier 2006 en l'église Saint-Roch à Paris, suivies de son inhumation dans le caveau de famille au petit cimetière de Baudinard-sur-Verdon.

## Décorations
France
- Arts Sciences et Lettres : Commandeur
- Ordre du Mérite Culturel Artistique
- Arts et Lettres : Officier (Remis par Jacques Chirac à la Mairie de Paris)
- Médaille de Vermeil de Paris (J. Chirac)
- Grande Médaille de Vermeil de Paris, 1998 (J. Chirac)

Bulgarie
- Artiste Émérite
- Artiste du Peuple, 1983 – 1re classe
- Ordre de Stara Planina – 1er degré. Remis par le Président de la République bulgare en mars 2003.

## Discographie
Piano
- Bach, Concerto italien, BWV 971 ; Fantaisie chromatique et fugue, BWV 903, Prélude et fugue, BWV 894 ; Sonate et Partita, BWV 1004 ; choral « Jésus, que ma joie demeure » extr. cantate BWV 147 (1970, LP MET2599.005)
- Beethoven, Sonates « Appassionata », « Pathétique » et « Clair de lune » (1960, LP Philips GO3059L)
- Chopin, Sonate pour piano no 3, Fantaisie opus 49, Berceuse (LP CBS)
- Chopin, 14 valses (CBS)
- Chopin, Polonaises (Westminster) Première Mondiale, version complète
- Liszt, Rhapsodies hongroises nos 2 et 12 ; Caprices poétiques nos 2 et 3 (1955, LP Philips A76706R / Fontana 675.404 KR)
- Liszt, récital : Sonate pour un piano en si mineur ; Dante Fantaisie ; Funeraille ; Méphisto Valse (Amadeus production)
- Liszt, Après Une Lecture de Dante ; Fantasia Quasi Sonata ; Sonnet de Pétrarque no 104 Rhapsodie hongroise nos 11 et 12 ; Polonaisea  no 2 (LP CBS S 61223 / Bourg records BG 3006)
- Moussorgski, Les Tableaux d'une exposition (LP Philips / CBS S 61163)
- Prokofiev, Sonates pour piano - Intégrale (Westminster Records) Première mondiale
- Balakirev, Prokofiev, Rachmaninoff, Scriabine et Khatchaturian : pièces pour piano (1953, LP Philips A76700R)
- Anthology of Russian music : Moussorgski, Tchaïkovski (Adda Records)
- Schumann, Études symphoniques, op. 13 ; Fantaisie, op. 17 (1980, LP Philips MET2599.015)

Musique de chambre
- Franck, Sonate pour violon et piano ; Ravel, Sonate, Tzigane - Nell Gotkovsky, violon (1976, LP RCA "Red Seal" FRL10120)
- Saint-Saëns, Sonates pour piano et violon - Nell Gotkovsky, violon (1975, RCA)
- Richard Strauss, Sonates pour piano, violon et violoncelle (1980, LP Adda Records)

Concertos
- Beethoven, concerto pour piano no 5 « Empereur » - Georges Prêtre (1962, CC 507 B 13 061)
- Beethoven, concerto pour piano no 5 « Empereur » - Orchestre Colonne, dir. Pierre Dervaux (Pathé Marconi/Ducretet Thomson KLTC 99)
- Beethoven, Concerto pour piano no 5 ; Fantaisie pour piano, avec chœur et orchestre (Amadeus production)
- Grieg, Concerto pour piano - Orchestre philharmonique de Londres, dir. Artur Rodziński (LP Westminster PWN 253 / P 253)
- Khatchaturian, Concerto pour piano no 1 - Orchestre de la Résidence de La Haye, dir. Willem van Otterloo (1958, Philips)[7]
- Liszt, Concertos pour piano nos 1 et 2 - Orchestre symphonique de Vienne, dir. László Somogyi (1958, LP Philips 836.210 VZ / Fontana 700.037 WGY)
- Liszt, Concertos pour piano nos 1 et 2 - Orchestre philharmonique de Sofia, dir. Constantin Iliev (LP CBS 75970)
- Menotti, Concerto pour piano en fa majeur - Orchestre de la Société des concerts du Conservatoire, dir. André Cluytens (1952, Pathé Marconi/EMI) Première mondiale
- Tchaïkovski, Concerto pour piano no 2 - Orchestre des concerts du Conservatoire, dir. Ljubomir Romansky (1970, Le Club français du disque 314)
- Tchaïkovski, Concerto pour piano no 2 (Musidisc)
- Rachmaninoff : Concerto pour piano no 2 ; Tchaïkovski, Concerto pour piano no 1 - Orchestre symphonique de Vienne, dir. Jean Fournet (LP Philips L 09009 L / Fontana 6598 898)

Autres disques
- Le piano que vous aimez  (Philips)
- Récital musique Russe no 1 (Amadeus production)
- Récital musique russe no 2 (Amadeus production)
- Récital Bach, 3 sonates pour piano, violon et violoncelle (Amadeus production)